# Caleb Hopkins
Caleb Hopkins (* 1770 in Pittsford, New Hampshire Colony; † 14. Januar 1818 in Pittsford, New York) war ein Offizier im Britisch-Amerikanischen Krieg von 1812. Er war der erste Bürgermeister von Pittsford.

## Leben
Als 19-Jähriger siedelte 1789 Caleb Hopkins im heutigen Penfield in New York an. Seine Vorfahren waren zu diesem Zeitpunkt schon seit 169 Jahren in Nordamerika sesshaft; sein Urururgroßvater war einer der Passagiere der Mayflower. Hopkins erster Wohnsitz in der Gegend um Genesee war eine Blockhütte am „Indian Landing“ am Irondequoit Bay. Dort heiratete er Dorethea Mabee, die Tochter seines langjährigen Freundes Jacobus Mabee.
Um die Jahrhundertwende zog Hopkins mit seiner Frau in die Gegend südlich von Northfield. Als ehrgeiziger und ambitionierter Mann strebte er eine Karriere in der Armee an. 1804 wurde er vom ersten Gouverneur von New York und späteren Vizepräsident der Vereinigten Staaten, George Clinton als Lieutenant des Milizheeres bevollmächtigt, und 1807 von Gouverneur Morgan Lewis zum Major befördert.
Auch seine Heimatstadt Northfield wuchs stetig weiter. 1808 taufte man den Namen der Stadt in Boyle um, angeblich weil es im Staate New York zu viele Siedlungen mit diesem Namen gab. Major Caleb Hopkins wurde 1808 zum Aufseher der Stadt ernannt. 1809 wurde er in dieses Amt offiziell gewählt und von Präsident James Madison zum „United States Inspector of Customs and Collector of the Port on the Genesee River“ ernannt. Zudem war er Bevollmächtigter als bei Avon die erste Brücke über den Genesee River errichtet wurde.
1810 war Boyle so angewachsen, dass die Stadt geteilt wurde, die andere Hälfte hieß ab da Penfield. Die Stadt Perinton wurde 1812 ebenfalls von Boyle abgekuppelt und wurde eigenständig. Das, was nach diesen Abtrennungen übrigblieb, hieß fortan Smallwood. Zu dieser Zeit wurde Hopkins zum Lieutenant-Colonel befördert.
Am 13. April 1813 wurde Caleb Hopkins vom Gouverneur Daniel D. Tompkins zum Colonel des 52nd Regiment of Militia of the State of New York berufen. Er war unter der Führung von General William Wadsworth beteiligt am Kampf der Miliz am Niagara Frontier. Durch Teilnahme an etlichen Kämpfen und Scharmützeln erlitt Hopkins einige Schulterverletzungen. Hopkins war bei seinen Offizieren sowie bei seinen Untergebenen hoch angesehen, als einer der mutigsten und tapfersten Männer der Armee. Auch wurde er von der Bevölkerung seiner Heimatstadt bewundert, als erster Bürger der Stadt bezeichnet. 
Wegen seiner militärischen Erfolge und seine Dienste für die Stadt war Hopkins bei der Bevölkerung in aller Munde. Am 21. März 1814 ehrte man ihn damit, dass man ihm die Entscheidung übertrug, einen geeigneten Namen für ihre Stadt zu wählen. Was mit Northfield begann, dann zu Boyle wurde und schließlich in Smallwood endete, wurde ein allerletztes Mal geteilt. Ein Teil wurde Brighton genannt, und für den letzten Teil überließ Caleb Hopkins die Namensgebung. Er entschied sich für Pittsford, in Anlehnung an seine Geburtsstadt Pittsford im US-Bundesstaat Vermont.
Caleb Hopkins verstarb am 14. Januar 1818 im Alter von 47 Jahren. Er und seine Frau sind auf dem Pioneer Burying Ground an der South Main Street in Pittsford begraben.